# Vas-glukonát
A vas-glukonát (más néven vas(II)-glukonát) a glükonsav vassal alkotott mélyfekete színű sója. Elemi vastartalma 11,6 százalék, emiatt a táplálékkiegészítőkben a vasbevitel növelésére széles körben használják.

## Felhasználása
Az élelmiszeriparban elsősorban mélyfekete tulajdonsága miatt, a fekete olajbogyó színének mélyítésére, valamint a hibák elfedésére alkalmazzák E579 néven. Napi maximum beviteli mennyisége 0,8 mg/testsúlykg. Élelmiszerekben használt mennyiségek esetén nincs ismert mellékhatása.